# Chrysocraspeda tricolora
Chrysocraspeda tricolora là một loài bướm đêm trong họ Geometridae.